# Bayonville-sur-Mad
 Bayonville-sur-Mad  là một xã của tỉnh Meurthe-et-Moselle, thuộc vùng Grand Est, đông bắc nước Pháp. Xã này nằm ở khu vực có độ cao trung bình 185 mét trên mực nước biển.
Sông Rupt de Mad chảy theo hướng đông qua giữa thị trấn.